# Atletica leggera ai II Giochi europei
Ai Giochi europei di Minsk del 2019, seconda edizione di questo evento multisportivo, erano presenti gare di atletica leggera, disputatesi tra il 23 e il 28 giugno presso lo Stadio Dinamo.
A differenza della precedente edizione, che era anche valida come Third League dei campionati europei a squadre, e quindi limitata agli atleti dei Paesi rientranti in tale manifestazione, nell'edizione 2019 ha visto la partecipazione dei migliori trenta Paesi del ranking mondiale 2017, ciascuno con una squadra composta da ventitré uomini e altrettante donne, comprese le riserve.

## Modalità di svolgimento
Il nuovo format della competizione comprende 10 eventi di atletica leggera, focalizzati sulle discipline cardine di tale sport: corsa, salti e lanci. Le discipline sono state selezionate in seguito a una ricerca della European Athletic Association che ha individuato le più popolari tra i fan dell'atletica leggera.
Il sistema di punteggi prevede l'assegnazione di 12 punti per il primo classificato in ogni specialità, otto per il secondo e così via fino a due punti per il sesto classificato. L'evento finale, una staffetta svedese 800×600×400×200 metri denominata The Hunt, ha visto delle partenze scaglionate sulla base del totale dei punteggi fin lì ottenuti. Per ogni match nei diversi turni che compongono il torneo dei Giochi, la squadra vincitrice di questa staffetta veniva dichiarata vincitrice dell'intero match. Tra le sei squadre finaliste, quella a cui è stata assegnata la medaglia d'oro era la vincitrice della staffetta The Hunt della fase finale. Questa medaglia si aggiunge a quelle assegnate nella prima giornata agli atleti che hanno ottenuto i migliori punteggi nelle nove specialità e viene assegnata all'intera squadra per la cosiddetta Dynamic New Athletics.
La prima giornata di gare, oltre a qualificare i team per le semifinali, è anche quella che assegna le medaglie ai migliori di ognuna delle nove specialità dell'atletica presenti ai Giochi.

## Nazioni partecipanti
Delle trenta nazioni qualificate per la partecipazione ai Giochi, sei (Gran Bretagna, Svezia, Finlandia, Paesi Bassi, Norvegia e Belgio) hanno rinunciato alla presenza all'evento. I restanti 24 Paesi qualificati sono:
- Bielorussia
- Bulgaria
- Cipro
- Danimarca
- Estonia
- Francia
- Germania
- Grecia

- Irlanda
- Italia
- Lettonia
- Lituania
- Polonia
- Portogallo
- Rep. Ceca
- Romania

- Russia
- Slovacchia
- Slovenia
- Spagna
- Svizzera
- Turchia
- Ucraina
- Ungheria

## Risultati

### Medagliati
| Specialità | Oro | Prestazione | Argento                                                                 | Prestazione | Bronzo                                                                   | Prestazione |
| Dynamic New Athletics (dettagli) | Ucraina Serhij Smelyk 10.44 Maryna Bech-Romančuk 6.79 m (+ 4,8 m/s) Hrystyna Stuy 11.79 Hanna Hacko-Fedusova 54.64 m Oleh Myronec', Hanna Ryžykova, Tetjana Mel'nik, Danylo Danylenko 3:19.28 Artem Šamatrin 14.05 (SB) Andrij Procenko 2.24 m Hanna Ploticyna 13.14 Jevhen Hucol, Ol'ha Ljachova, Oleksij Pozdnjakov, Jana Kačur 4:27.14 | –           | Bielorussia                                                             | –           | Germania                                                                 | –           |
| Uomini | |             |                                                                         |             |                                                                          |             |
| 100 m (dettagli) | Carlos Nascimento | 10"35       | Ján Volko                                                               | 10"38 =     | Jak Ali Harvey                                                           | 10"42       |
| 110 m hs (dettagli) | Hassane Fofana | 13"60       | Vital' Parachon'ka                                                      | 13"68       | Konstantinos Douvalidis                                                  | 13"72       |
| Salto in alto (dettagli) | Maksim Nedasekaŭ | 2,27 m      | Il'ja Ivanjuk                                                           | 2,26 m      | Bohdan Bondarenko                                                        | 2,21 m      |
| Donne | |             |                                                                         |             |                                                                          |             |
| 100 m (dettagli) | Maja Mihalinec | 11"36       | Kryscina Cimanoŭskaja                                                   | 11"36       | Rafalia Spanoudaki-Chatziriga                                            | 11"61       |
| 100 m hs (dettagli) | Ėl'vira Herman | 12"89       | Hanna Ploticyna                                                         | 13"14       | Gréta Kerekes                                                            | 13"16       |
| Salto in lungo (dettagli) | Elena Sokolova | 6,76 m      | Anastasija Mirončyk-Ivanova                                             | 6,71 m      | Maryna Bech-Romančuk                                                     | 6,58 m      |
| Lancio del giavellotto (dettagli) | Taccjana Chaladovič | 64,37 m     | Ekaterina Starygina                                                     | 63,57 m     | Madara Palameika                                                         | 63,22 m     |
| Misti | |             |                                                                         |             |                                                                          |             |
| 4×400 m (dettagli) | Ucraina Danylo Danylenko Tetjana Mel'nyk Stanislav Senyk Anna Ryžykova | 3'17"31     | Rep. Ceca Jan Tesař Barbora Malíková Lada Vondrová Michal Desenský      | 3'19"05     | Portogallo Ricardo dos Santos Cátia Azevedo Rivinilda Mentai João Coelho | 3'19"63     |
| The Hunt (dettagli) | Ucraina Jevhen Hucol Ol'ha Ljachova Oleksij Pozdnjakov Jana Kačur |             | Rep. Ceca Filip Sasínek Diana Mezuliáníková Patrik Šorm Marcela Pírková |             | Italia Riccardo Tamassia Irene Baldessari Giuseppe Leonardi Giulia Riva  |             |
| record mondiale; record mondiale stagionale; record europeo; record europeo stagionale; record dei Giochi; record nazionale; record personale; record personale stagionale. | |             |                                                                         |             |                                                                          |             |

### Dynamic New Athletics
Alla fine di ogni fase della competizione (qualificazioni, quarti di finali, semifinali e finale), le diverse squadre hanno preso parte alla staffetta denominata The Hunt che prevede un handicap temporale sulla base della somma dei punteggi ottenuti nelle precedenti prove della stessa fase, corrispondente a 0"33 per ogni punto di distacco dalla squadra precedente. La classifica finale di ogni fase (compresa la finale) è data dalla classifica di questa staffetta. La squadra vincitrice della staffetta The Hunt della fase finale si aggiudica la medaglia del torneo a squadre, denominato Dynamic New Athletics.

#### Qualificazioni
Durante questa fase hanno accesso diretto alle semifinali la migliore squadra di ogni match e le ulteriori due squadre con il punteggio più alto. Le 18 squadre non direttamente qualificate per le semifinali si incontreranno nuovamente nei quarti di finale, suddivise in tre gruppi da sei squadre ciascuno.
| Posizione | Nazione    | Note |
| --------- | ---------- | ---- |
| 1         | Germania   | Q    |
| 2         | Ungheria   |      |
| 3         | Grecia     |      |
| 4         | Slovacchia |      |
| 5         | Cipro      |      |
| 6         | Svizzera   |      |

| Posizione | Nazione  | Note |
| --------- | -------- | ---- |
| 1         | Russia   | Q    |
| 2         | Francia  | Q    |
| 3         | Italia   |      |
| 4         | Slovenia |      |
| 5         | Romania  |      |
| 6         | Estonia  |      |

| Posizione | Nazione     | Note |
| --------- | ----------- | ---- |
| 1         | Rep. Ceca   | Q    |
| 2         | Bielorussia | Q    |
| 3         | Lituania    |      |
| 4         | Lettonia    |      |
| 5         | Irlanda     |      |
| 6         | Polonia     |      |

| Posizione | Nazione    | Note |
| --------- | ---------- | ---- |
| 1         | Ucraina    | Q    |
| 2         | Spagna     |      |
| 3         | Danimarca  |      |
| 4         | Portogallo |      |
| 5         | Turchia    |      |
| 6         | Bulgaria   |      |

#### Quarti di finale
Durante questa fase hanno accesso per ripescaggio alle semifinali le due migliori squadre di ogni match.
| Posizione | Nazione    | Note |
| --------- | ---------- | ---- |
| 1         | Italia     | q    |
| 2         | Grecia     | q    |
| 3         | Lettonia   |      |
| 4         | Polonia    |      |
| 5         | Slovacchia |      |
| 6         | Svizzera   |      |

| Posizione | Nazione    | Note |
| --------- | ---------- | ---- |
| 1         | Portogallo | q    |
| 2         | Ungheria   | q    |
| 3         | Danimarca  |      |
| 4         | Bulgaria   |      |
| 4         | Irlanda    |      |
| 6         | Cipro      |      |

| Posizione | Nazione  | Note |
| --------- | -------- | ---- |
| 1         | Spagna   | q    |
| 2         | Turchia  | q    |
| 3         | Lituania |      |
| 4         | Romania  |      |
| 5         | Estonia  |      |
| 6         | Slovenia |      |

#### Semifinali
Durante questa fase hanno accesso alla finale le tre migliori squadre di ogni match, per un totale di sei squadre finaliste.
| Posizione | Nazione    | Note |
| --------- | ---------- | ---- |
| 1         | Ucraina    | Q    |
| 2         | Francia    | Q    |
| 3         | Germania   | Q    |
| 4         | Portogallo |      |
| 5         | Turchia    |      |
| 6         | Grecia     |      |

| Posizione | Nazione     | Note |
| --------- | ----------- | ---- |
| 1         | Bielorussia | Q    |
| 2         | Italia      | Q    |
| 3         | Rep. Ceca   | Q    |
| 4         | Spagna      |      |
| 5         | Ungheria    |      |
| 6         | Russia      |      |

#### Finale
Le sei squadre che hanno superato le semifinali possono gareggiare in finale. Come per le altre fasi del torneo, gli atleti delle varie squadre si cimentano nelle otto discipline in programma e nella staffetta The Hunt: la squadra prima classificata in quest'ultima prova si aggiudica la medaglia d'oro.
| Posizione | Nazione     |
| --------- | ----------- |
| Oro       | Ucraina     |
| Argento   | Bielorussia |
| Bronzo    | Germania    |
| 4         | Rep. Ceca   |
| 5         | Francia     |
| 6         | Italia      |

## Medagliere
| Posiz. | Nazione     | Oro | Argento | Bronzo | Totale |
| ------ | ----------- | --- | ------- | ------ | ------ |
| 1      | Bielorussia | 3   | 4       | 0      | 7      |
| 2      | Ucraina     | 3   | 1       | 2      | 6      |
| 3      | Russia      | 1   | 2       | 0      | 3      |
| 4      | Italia      | 1   | 0       | 1      | 2      |
| 4      | Portogallo  | 1   | 0       | 1      | 2      |
| 6      | Slovenia    | 1   | 0       | 0      | 1      |
| 7      | Rep. Ceca   | 0   | 2       | 0      | 2      |
| 8      | Slovacchia  | 0   | 1       | 0      | 1      |
| 9      | Grecia      | 0   | 0       | 2      | 2      |
| 10     | Germania    | 0   | 0       | 1      | 1      |
| 10     | Ungheria    | 0   | 0       | 1      | 1      |
| 10     | Lettonia    | 0   | 0       | 1      | 1      |
| 10     | Turchia     | 0   | 0       | 1      | 1      |
| Totale | Totale      | 10  | 10      | 10     | 30     |